# ساكن اللحوم

تعديل مصدري - تعديل

ساكن اللحوم هي إحدى قرى عزلة جعار بمديرية خنفر التابعة لمحافظة أبين، بلغ تعداد سكانها 34 نسمة حسب تعداد اليمن لعام 2004.